# What About Your Friends
«What About Your Friends» es una canción del grupo TLC, tercer sencillo de su álbum debut Ooooooohhh... On the TLC Tip (1992). Alcanzó la séptima posición en los Billboard Hot 100, convirtiéndose en su tercer sencillo consecutivo en entrar al top 10. La canción fue lanzada el 28 de agosto de 1992. Un remix de la canción titulado "What About Your Friends (Extended Mix)" incluye la primera aparición del grupo de R&B Outkast.

## Composición
"What About Your Friends" fue escrita por Dallas Austin y la integrante del grupo Lisa "Left Eye" Lopes, acompañada por las voces de T-Boz y Chilli. La canción usó un extracto de "Blues & Pants" de James Brown. 

## Video musical
Las escenas principales del video son las chicas caminando en un callejón rodeadas de bailarines de respaldo, debajo de un puente, en una escalera exterior, en el techo de un apartamento, en un bar de granizados y vistiendo ropa de graffiti frente a una pared cubierta de graffiti. Se hicieron dos versiones del video: una se enfoca en más tomas de actuación de las chicas y escenas de ellas infiltrándose en un elegante desfile de modas, mientras que la otra presenta escenas de una fiesta en un gran parque donde las chicas están muy felices, bailando. y divertirse con sus amigos y algunos familiares; incluyendo una escena de ellos repitiendo sus papeles como montañeses del video "Ain't 2 Proud 2 Beg" al final. Jermaine Dupri hace un cameo en el video.

## Recepción comercial
La canción alcanzó el puesto n°7 en Billboard Hot 100, convirtiéndose en su tercer sencillo consecutivo en entrar al top 10 y también alcanzó la posición n°2 en la lista de Hot R&B/Hip-Hop Songs, detrás de "Games" de Chuckii Booker. La canción fue certificada como Oro por la RIAA. En el Reino Unido, "What About Your Friends" se posicionó como n°59. 

## Posicionamiento en listas

### Semanales
| Listas (1992–1993)                     | Mejor posición |
| -------------------------------------- | -------------- |
| Australia (ARIA)                       | 79             |
| Canadá (RPM Dance/Urban)               | 4              |
| Canadá (RPM Top Singles)               | 44             |
| Países Bajos (Mega Single Top 100)     | 58             |
| Netherlands (Tipparade)                | 8              |
| Nueva Zelanda (Recorded Music NZ)      | 19             |
| Reino Unido (Official Charts Company)  | 59             |
| UK Music Week Dance Singles            | 33             |
| Estados Unidos (Billboard Hot 100)     | 7              |
| Estados Unidos (Hot R&B/Hip-Hop Songs) | 2              |
| Estados Unidos (Mainstream Top 40)     | 18             |
| Estados Unidos (Rhythmic)              | 1              |

### Fin de año
| Listas (1992)                        | Posición |
| ------------------------------------ | -------- |
| US Billboard Hot 100                 | 88       |
| US Hot R&B/Hip-Hop Songs (Billboard) | 67       |
| Lista (1993)                         | Posición |
| US Billboard Hot 100                 | 62       |
| US Hot R&B/Hip-Hop Songs (Billboard) | 72       |